# François-Xavier Moïse
Pour les articles homonymes, voir Moïse.
François-Xavier Moïse, parfois Moyse, né le 12 décembre 1742, aux Gras, et mort le 7 février 1813, à Morteau, est un prélat catholique français.

## Biographie
François-Xavier Moïse est ordonné prêtre en 1766, pour le diocèse de Besançon.
Évincé à deux reprises, en 1770 et en 1776, pour ses origines modestes et pour ses idées contestataires, de la chaire de théologie de l'université de Besançon, il s'installe à Dole, où il enseigne la théologie, jusqu'à la Révolution française.
Gallican, proche de l'abbé Grégoire, il prête serment à la Constitution civile du clergé et est élu et consacré évêque constitutionnel du Jura, le 30 mars 1791, à Paris.
Bien que révolutionnaire, il s'oppose vivement à l'abolition des signes distinctifs de la religion chrétienne du 8 octobre 1793 et aux excès iconoclastes des partisans de la Terreur.
Cette résistance lui vaut d'être arrêté le 12 mars 1794, et emprisonné à Lons-le-Saunier, puis à Besançon.
La chute de Robespierre, le 27 juillet 1794, lui évite la guillotine et lui permet de recouvrer sa liberté, avant de se retirer dans son village natal.
En 1795, Moïse se réinstalle dans le diocèse de Saint-Claude, dont il a la charge, afin de raviver la ferveur des fidèles et y établir une Église constitutionnelle.
Il participe au concile national de 1797, puis à celui de 1801, interrompu par la signature du Concordat, le 17 juillet 1801.
L'évêque se retire alors dans son village natal, avant de s'installer à Morteau, où il meurt, le 7 février 1813.

## Source
- Joseph et Roland Moyse, Les Moyse du Nid-Du-Fol et du Roset aux Gras, Val de Morteau, 1490-1990, 1990.